# Tällsjötjärnen (Anundsjö socken, Ångermanland, 706860-159852)
Tällsjötjärnen är en sjö i Örnsköldsviks kommun i Ångermanland och ingår i Moälvens huvudavrinningsområde.